# L'anima del filosofo
L'anima del filosofo ossia Orfeo ed Euridice (svenska: Filosofens själ eller Orfeus och Eurydike) är en opera (dramma per musica) i fyra akter med musik av Franz Joseph Haydn. Libretto av Carlo Francesco Badini.

## Historia
Haydn erhöll operauppdraget 1791, ungefär samtidigt som han fattade sitt betydelsefulla beslut att vid nästan 60 års ålder bege sig till London. Han såg en chans att bana sig nya vägar inom operatonsättningen. Operan komponerades i London (därav Haydns engelska opera). Haydn hade stora planer för operan: den skulle vara i fem akter, rollerna skulle besättas med stora stjärnor och sceneriet skulle vara påkostat. Men allt gick om intet när kung Georg III (på grund av hovintriger och rivalitet mellan kungen och prinsen av Wales) inte gav teaterchefen John Gallini för det precis återuppbyggda The King's Theatre vid Haymarket tillstånd att bedriva teaterverksamhet. Haydn tappade då intresset för operan och hans sista opera låg länge glömd. Tonsättaren själv fick 1806 bara uppleva en ofullständig tryckt utgåva av verket. Därefter rådde det under nästan 150 år fullständig tystnad kring den här tonsättningen av Orfeusmyten. Den restaurerades (men då bara i fyra akter) och uruppfördes först 9 juni 1951 på Teatro della Pergola i Florens av Maggio Musicale Fiorentino under ledning av Erich Kleiber med Maria Callas, Boris Christoff och Thyge Thygesen i huvudrollerna. Trots stjärnuppbådet försvann operan från scenen i ytterligare 16 år (fram till en nyproduktion med Joan Sutherland och Nicolai Gedda under Wiener Festwochen 1967). 
Haydn skrev emellertid senare en ny operaversion av Orfeusmyten, Orfeo e Euridice, som utgavs 1806.

## Personer
- Orfeo/Orfeus, trakisk sångare (tenor)
- Euridice/Eurydike, Arideos trolovade (sopran)
- Creonte/Kreon, kung och Euridices far (bas)
- En genie, sibyllans budbärare (sopran)
- Plutone/Pluto, underjordens härskare (bas)
- Creontes följe (4 basar)
- En av Arideos krigare (tenor)
- En menad (sopran)
- Eroter, jungfrur, män, olycksaliga skuggor, furier, menader (kör)

## Handling
Operan är Haydns version av Orfeusmytologin och hans ambition var att göra en helt egen, som skiljde sig från Glucks opera Orfeus och Eurydike. I motsats till flera andra kompositörer, som använde Alessandro Striggios libretto (exempelvis Monteverdi i L'Orfeo), lät Haydn Badini skriva ett helt nytt. I operan får man följa hela berättelsen om Orfeus och Eurydike: hur de träffas, hur de skils åt och vad det blir av Orfeus efter Eurydikes slutgiltiga död (här ändras inte berättelsens sorgliga slut).
Akt I
Förhistoria: Creonte har lovat Arideos sin dotter Euridices hand. Men hon älskar sångaren Orfeo
Scen 1
En vild skog. Euridice har, före bröllopet med mannen som hon inte älskar, flytt in i ensamheten, men hotas av vildar som vill offra henne åt gudarna. De bevekas av Orfeos sång och därigenom räddas Euridice.
Scen 2
När Creonte får reda på detta, går han med på ett bröllop mellan Orfeo och Euridice.
Akt II
Scen 1
Ett idylliskt område. Orfeo och Euridice firar bröllop. Men när Orfeo för ett ögonblick lämnar sin hustru ensam, vill en av Arideos krigare bemäktiga sig henne. Euridice flyr men trampar på en giftorm och dör.
Scen 2
I det kungliga palatset. Arideos sändebud förklarar Creonte krig på grund av det brutna äktenskapslöftet. Denne svär att hämnas dotterns död.
Akt III
Scen 1
Vid Euridices grav. Den döda sörjs av Orfeo, Creonte, jungfrur och män.
Scen 2
Creonte försöker förgäves muntra upp Orfeo.
Scen 3
Grottan vid ingången till underjorden. Orfeo söker hjälp hos den visa sibyllan. Hon sänder honom en genie, som råder honom att söka tröst i filosofin och leder honom ned i underjorden för att där söka efter Euridice.
Akt IV
Scen 1
På vägen genom underjorden stöter Orfeo och genien på många plågade, olycksaliga skuggor.
Scen 2
Utanför porten till Plutones rike. Underjordens härskare rörs av Orfeos lidande. Han ger honom tillåtelse att föra tillbaka Euridice till jorden. Men han får inte vända sig om och se på henne förrän de har nått ut i dagsljuset.
Akt V (ofullbordad)
Scen 1
Orfeo har under vägen tillbaka ut i dagsljuset inte uppfyllt villkoret om att inte vända sig om och se på Euridice och har därför slutgiltigt förlorat henne på nytt. Förtvivlad irrar han omkring på havsstranden. Menaderna försöker förföra honom, men han visar bort dem och avsvär sig all kärlek. Menaderna tvingar honom att dricka "Kärleksdrycken" (som dock är en dödsdryck). Döden förlöser Orfeo.

## Kända partier
Den mest kända arian är Al tuo seno fortunato som skrevs för "den inte alltför begåvade" kastratsångaren Signor Dorelli (Haydn i brev till prins Anton Esterhazy). Trots Haydns nedlåtande uttalande om denne sångare är arians omfång hisnande och koloraturrik.